# Prins Eugens Kulturpris
Prins Eugens Kulturpris var ett norskt-svenskt kulturpris, uppkallat efter den svenske konstnären Prins Eugen. Prins Eugen hade en stark anknytning till Norge och arbetade hela sitt liv för att stärka de svensk-norska förbindelserna.
Prins Eugens Kulturpris instiftades 2005 i samband med 100-årsmarkeringen av unionsupplösningen mellan Norge och Sverige 1905 efter initiativ från Norges ambassad i Stockholm. Kulturpriset gavs till en norsk och en svensk artist eller konstnär, som i sin verksamhet har bidragit till att stärka norsk-svenska förbindelser. Priset bestod  av ett diplom samt 50.000 kr och delades ut vid Norges ambassads årliga julkonsert i Stockholm i januari året därpå.. 
Priset har olika år delats ut av drottning Sonja av Norge, kronprinsessan Victoria och prinsessan Madeleine.   
Priset delades ut för sista gången för 2011.

## Pristagare

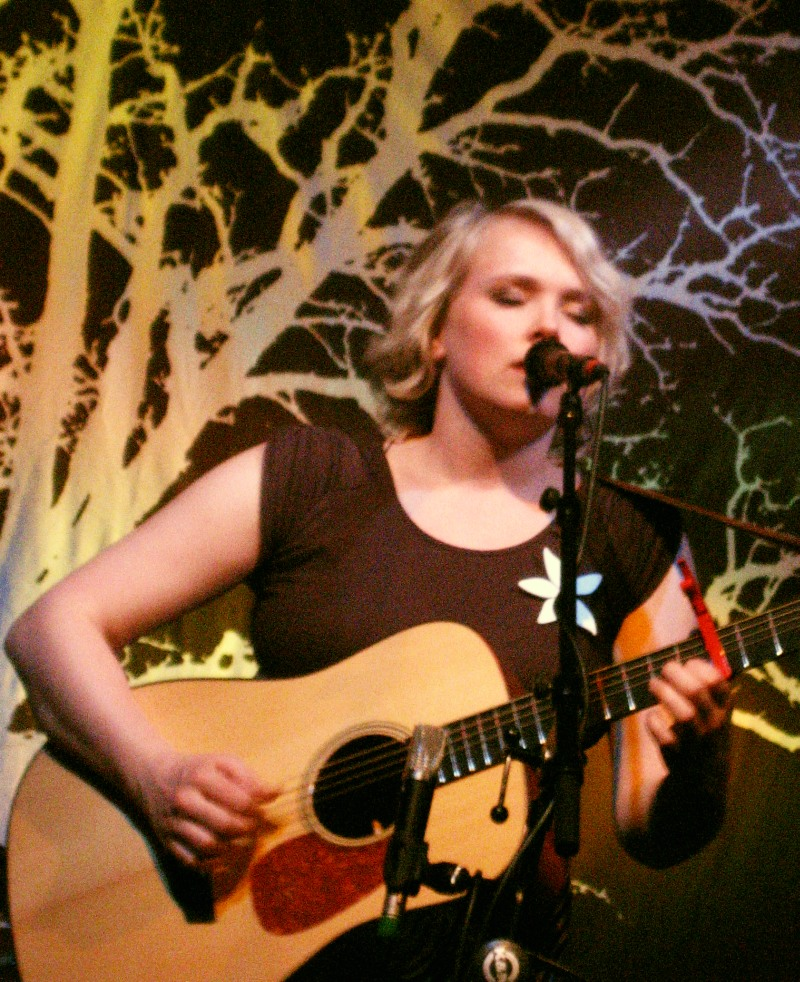
Ane Brun fick priset 2009

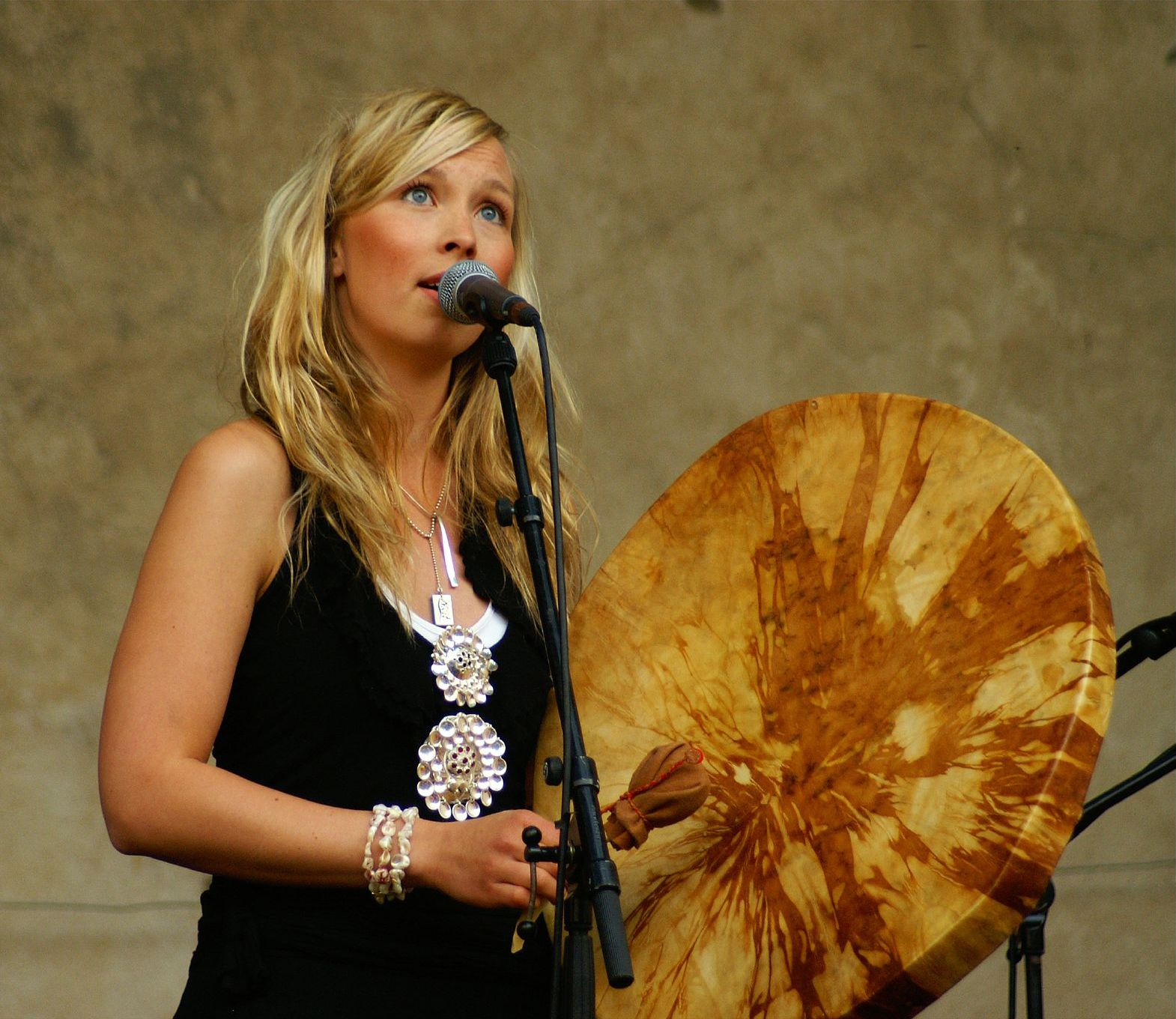
Sofia Jannok fick priset 2007

- 2005 – Merete Løkkeberg Meyer och Jenny Tunedal
- 2006 – Tine Thing Helseth och Andreas Brantelid
- 2007 – Vilde Frang Bjærke och Sofia Jannok
- 2008 – Johannes Weisser och Maria Verbaite
- 2009 – Ane Brun och Sofia Karlsson
- 2010 – Gunnhild Øyehaug och Erik Lindeborg
- 2011 - Randi Tytingvåg  och Stefan Klaverdal